# Aleiodes longipendulatus
Aleiodes longipendulatus är en stekelart som beskrevs av Van Achterberg 1995. Aleiodes longipendulatus ingår i släktet Aleiodes och familjen bracksteklar. Inga underarter finns listade i Catalogue of Life.